# Carnival Pride
El Carnival Pride es un crucero de la clase Spirit operado por Carnival Cruise Line. Construido por Kværner Masa-Yards en su Helsinki New Shipyard en Helsinki, Finlandia, fue colocado el 30 de marzo de 2000, botado el 29 de marzo de 2001 y terminado y entregado a Carnival el 12 de diciembre de 2001. Fue bautizado en Puerto Cañaveral, Florida, el 7 de enero de 2002.
El Carnival Pride tiene 1.062 cabinas de pasajeros. Actualmente tiene su sede en Tampa, Florida.